# 原瑞歩
原 瑞歩（はら みづほ、1989年3月16日 - ）は、日本のファッションモデルである。
兵庫県出身。スターダストプロモーション所属。

## 来歴
- 2008年9月6日に行なわれた東京ガールズコレクション'08A/WのミスTGCでグランプリを獲得[1]。

## 人物
- 兵庫県立須磨東高等学校 ⇒ 大阪文化服装学院[2]
- 趣味・特技：テニス・洋裁
- 資格：毛筆二段・硬筆二段

## 活動

### 雑誌
- 講談社「with」
- リクルート「カーセンサーエッジ」

### CM
- 花王「8×4MEN『男の接近許可証』編」（2010年）

### ショー
- 東京ガールズコレクション（'08A/W、'09S/S、'09A/W・国立代々木競技場）
- 神戸コレクション（'09A/W、'10S/S・ワールド記念ホール）
- 大阪インポートコレクション （'09S/S・ザ・リッツ・カールトン大阪）

### TV
- 「つながるセブン」（ジェイコム東京・2010年9月 - 2011年2月22日）火曜日アシスタント 19:00〜19:55の生放送帯番組。
- 「NNN Newsリアルタイム」（日本テレビ）
- 「Local Cool Japan」（BSTwellV【BS12チャンネル】 ）

### 新聞
- WWD ジャパン
- 日本繊維新聞

### その他
- LONG SHOT PARTY 「あの日タイムマシン」PVに出演